# Lady Macbeth från Mzensk

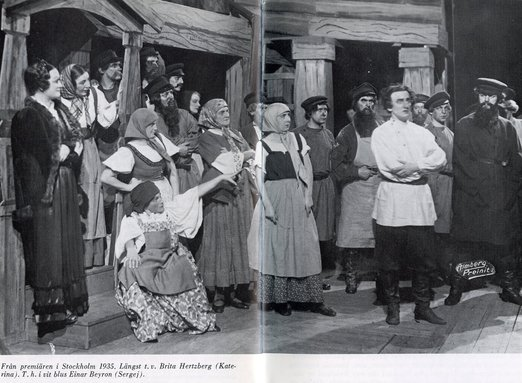
Premiären på Stockholmsoperan 1935.

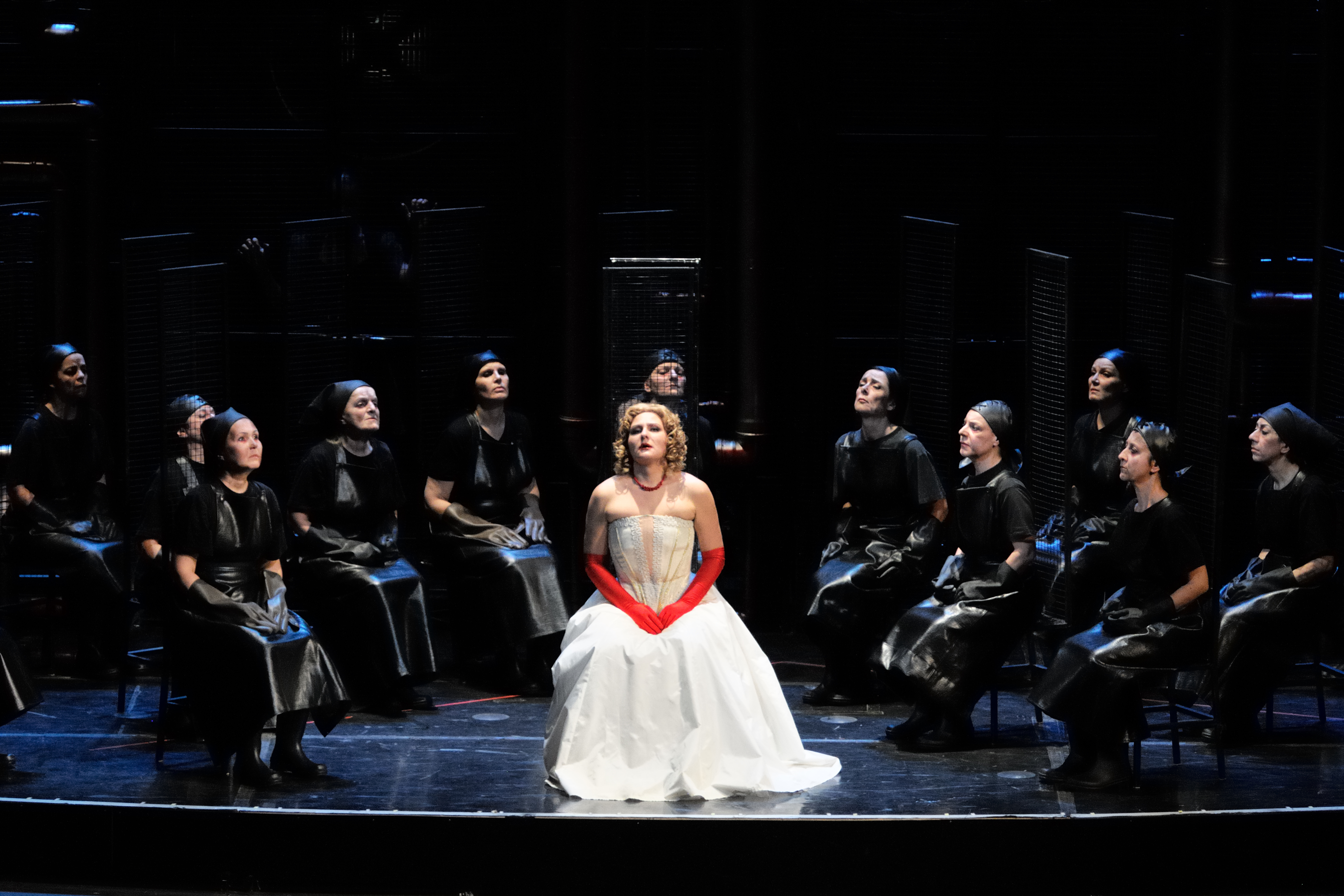
Föreställning på Teatro Comunale Bologna i december 2014.

Lady Macbeth från Mzensk (ryska: Леди Макбет Мценского уезда, Ledi Makbet Mtsenskogo ujezda) är en opera i fyra akter med musik av Dmitrij Sjostakovitj, opus 29. Librettot av tonsättaren och Alexander Preis bygger på kortromanen Katarina Ismajlova av Nikolaj Leskov. Operan finns även i en omarbetad version med titeln Katerina Ismailova (ryska: Катерина Измайлова), opus 114. 

## Historia
1932 gifte sig Sjostakovitj med sin första hustru, fysikern Nina Varzar. Han hade skrivit den för henne och i en tid då sovjetiska ungdomar diskuterade och praktiserade den frigjorda kärleken, men där kärleken och sexualiteten officiellt reducerades till ett fortplantningsinstrument. Staten gjorde allt för att befästa uppfattningen att de sexuella drifterna skulle tyglas och ställas i sovjetsamhällets tjänst. Sjostakovitjs opera var en reaktion på detta. Hans verk handlar om den okontrollerbara sexuella driften, om sexuella vålds- och befrielsehandlingar.
Uruppförandet ägde rum den 22 januari 1934 på  Leningrad Malij Opernij i Leningrad och tonsättaren tillägnade operan Nina Varzar. Den svenska premiären ägde rum på Kungliga Teatern i Stockholm den 16 november 1935. Den sattes upp med titeln Lady Macbeth från Mzensk på Göteborgsoperan med premiär den 4 februari 2012. Operan filmatiserades 2016 med Florence Pugh i huvudrollen. 

## Kaos istället för musik
Uruppförandet 1934 blev en så stor framgång både bland allmänheten och kritiken att en ny instudering följde samma år i Moskva 24 januari. Operan gjorde succé även utomlands; redan i januari 1935 sattes den upp i Cleveland och därefter följde i rask takt New York, Philadelphia, Prag och Zürich. Men 1936 förbjöds operan i Sovjetunionen i praktiken, om än inte formellt. I januari gästspelade ensemblen från Malijteatern i Moskva, där Stalin bevistade en föreställning, men av tidsbrist tvingades han lämna teatern i förtid utan att ha yttrat sin mening. Det här tolkades som ett tecken på missnöje och i enlighet med den totalitära statens regler inleddes en presskampanj, som började med den berömda, beryktade och anonyma Pravdaartikeln "Kaos istället för musik" den 28 januari 1936. I den angreps Sjostakovitj för att han gett en falsk framställning av en i grunden vacker värld, och att musiken var för "modernistisk" samt att verket gjorde narr av operakonsten. I ett slag försvann operan från repertoaren i Sovjetunionen i mer än 30 år och Sjostakovitj såg sig tvingad att omarbeta verket. Senare omarbetade Sjostakovitj operan och döpte om den till Katerina Ismailova. Där finns två nya mellanspel, en större omarbetning av akt 1, scen 3. Konflikterna i operan mildrades och handlingen gick ut på att framställa en ömkansvärd kvinna som tyranniserades av manssamhället. Den omarbetade versionen hade premiär i Moskva den 26 december 1962. Tonsättaren föredrog den reviderade versionen, men efter hans död har originalet spelats oftare. Först 1979, fyra år efter Sjostakovitj död, lyckades Mstislav Rostropovitj få tag på partituret till originalversionen och därmed kunde Lady Macbeth från Mtsensk återvända till världsscenen i sin ursprungliga gestalt.

## Personer
- Boris Timofejevitj Ismailov, köpman och kvarnägare (baryton)
- Zinovij Borisovitj Ismailov, hans son, köpman (tenor)
- Katerina Lvovna Ismailova, Zinovijs hustru (sopran)
- Sergej, dräng hos familjen Ismailov (tenor)
- Aksinja, kokerska (sopran)
- Trashanken (tenor)
- Kvarnarbetaren (tenor)
- Förvaltaren (bas)
- En kusk (tenor)
- Två arbetare (tenorer)
- Prästen (bas)
- Polischefen (bas)
- En poliskonstapel (bas)
- Den lokale nihilisten (tenor)
- Den gamle straffången (bas)
- Sonjetka (alt)
- En kvinna (sopran)
- En full gäst (tenor)
- En vaktpost (bas)
- En underofficer (bas)

Arbetare, poliser, bröllopsgäster och straffångar.

## Handling

### Akt I
Köpmanshustrun Katerina Ismailova har långtråkigt. Hennes man Zinovij är motbjudande och de saknar barn. När Zinovij skall resa bort under några dagar, förnedrar svärfadern Katerina genom att inför alla drängarna tvinga henne att svära att hon skall vara trogen. Tjänstefolket skrattar. Kokerskan Aksinja vet en utväg. Hon gör Katerina uppmärksam på en ny arbetare, som avskedades från sitt förra arbete på grund av ett kärleksförhållande med husfrun. Han skulle kunna bota den uttråkade Katerina. Några arbetare spelar Aksinja ett spratt, som hotar att urarta till våldtäkt. Katerina går emellan och provoceras av Sergej till att mäta sina krafter med honom. Hon finner hans mod tilltalande. Under förevändning att han vill låna böcker av Katerina, tränger Sergej in i hennes sovrum och de bli ett par.

### Akt II
Boris, som plågas av sömnlöshet och åtrå, bevakar sitt hus och sin gård, men framförallt svärdottern. Han beslutar sig för att i makens frånvaro fullgöra dennes äktenskapliga plikter. Just då klättrar Sergej ut genom Katerinas fönster och hamnar i den gamles våld, som istället för att pröva sina krafter i Katerinas säng nu låter dem gå ut över Sergejs rygg. Inför hela det samlade tjänstefolket och den maktlösa Katerina slår han nästan ihjäl drängen, och låter sedan spärra in honom i förrådskällaren. Boris har blivit hungrig och vill att svärdottern skall ge honom resterna av gårdagens svampstuvning. Hon kryddar maten med råttgift. Medan den gamle dör en plågsam död, tar hon ifrån honom nyckeln till källaren där Sergej är instängd. Katerina delar den äkta sängen med Sergej. När den äkta maken återvänder på natten, mördar de honom och gömmer liket i källaren.

### Akt III
Katerina gifter sig med Sergej, eftersom hennes äkta make anses vara försvunnen. Medan alla befinner sig i kyrkan för att vara med om vigseln, bryter sig en sjaskig tiggare in i källaren. Men istället för det vin som han hade hoppats finna, upptäcker han liket och skyndar sig till polisen. Polischefen och polismännen känner sig förfördelade eftersom de inte har blivit inbjudna till bröllopet. Nyheten om liket i källaren ger dem en förevändning att dyka upp oinbjudna på festen. När festen har nått sin höjdpunkt upptäcker Katerina det uppbrutna källarlåset. Med det är för sent att fly. Mördarna grips.

### Akt IV
Katerina och Sergej har dömts till straffarbete och är på väg till Sibirien. När de slår läger för natten, skils männen och kvinnorna åt. Men Katerina mutar vakterna för att få komma till Sergej, som är hennes enda tröst. Men Sergej förebrår henne för att ha varit skuld till hans olycka. Han har förlorat all lust till den tidigare köpmanshustrun. Han intresserar sig för Sonjetka, en ung kvinnlig straffånge. När Katerina upptäcker Sergejs otrohet, knuffar hon ned sin rival i vattnet och hoppar själv efter. Båda drunknar. Straffångarna drivs vidare.

## Diskografi (urval)
- Lady Macbeth of Mtsensk. Galina Vishnevskaya, Nicolai Gedda, Dimiter Petkov, Werner Krenn, Robert Tear, Taru Valjakka, Birgit Finnilä, Aage Haugland, Martyn Hill, Leonard Mroz, Alexander Malta. Ambrosian Opera Chorus. London Philharmonic Orchestra. Mstislav Rostropovich, dirigent. Warner (ADD) 2547175. 1978.[3]